# Liste der Monuments historiques in Villeneuve-Saint-Denis
Die Liste der Monuments historiques in Villeneuve-Saint-Denis führt die Monuments historiques in der französischen Gemeinde Villeneuve-Saint-Denis auf.

## Liste der Objekte
| Bezeichnung                                                 | Beschreibung | Standort                                                   | Kennzeichnung | Schutzstatus | Datum | Bild |
| ----------------------------------------------------------- | --- | ---------------------------------------------------------- | ------------- | ------------ | ----- | ---- |
| Skulptur Christus                                           | Holzskulptur die stark beschädigt wurde, die Christusfigur besitzt keine Arme und Unterschenkel mehr. Gefertigt im 18. Jahrhundert. | In der Sakristei der Kirche Ste-Christine (Lage)           | PM77004608    | Inscrit      | 1986  |      |
| Skulptur Christus am Kreuz                                  | Holzskulptur mit Resten der ursprünglichen Bemalung (natürlicher Teint, roter Lendentuch (Perizonium), brauner Bart und braune Haare) die später übermalt wurde. Entstehungszeit im ersten Viertel 19. Jahrhunderts. | Im Chor der Kirche Ste-Christine (Lage)                    | PM77004607    | Inscrit      | 1986  |      |
| Tabernakel und Altar-Bildelemente                           | Tabernakel und Holzelemente von Altarbildern mit Flachreliefs aus Holz mit antiker Polychromie und Vergoldung. Die Reliefs zeigen die Verkündigung in zwei Szenen. Hergestellt im 18. Jahrhundert. | In der Sakristei der Kirche Ste-Christine (Lage)           | PM77004609    | Inscrit      | 1986  |      |
| Räuchergefäß                                                | Kupfernes Räuchergefäß aus dem 17. Jahrhundert. | In der Kirche Ste-Christine (Lage)                         | PM77001850    | Classé       | 1975  |      |
| Beichtstuhl                                                 | Beichtstuhl aus Holz bei dem nur das Abteil des Beichtvaters durch eine Tür verschlossen ist. Die Teile für die Beichtetenden wurden durch eine einfache verschnörkelte Glasleiste abgegrenzt. Entstehungszeit im 18. Jahrhundert. | In der Kirche Ste-Christine (Lage)                         | PM77002668    | Inscrit      | 1972  |      |
| Taufbecken und Einfriedung                                  | Taufbecken aus Stein mit Resten einer Bemalung und einem Deckel aus Holz. Die Inschrift stammt aus dem 17. Jahrhundert und die hölzerne Abgrenzung zur Kirche aus dem 19. Jahrhundert. | In der nordwestlichen Ecke der Kirche Ste-Christine (Lage) | PM77004605    | Inscrit      | 1986  |      |
| Altar, Tabernakel, Altarbild und Skulptur Heilige Christina | Tabernakel aus Holz mit seitlichen Flügeln, die mit Akanthusblättern und Palmsäulen verziert wurden. Das Altarbild wurde in einer Nische in einem kleinen Flügel, der mit Schnörkeln, Akanthusblättern und Pflanzengirlanden verziert wurde, angebracht. In der zentralen Nische wurde die Skulptur Heilige Christina aufgestellt. Entstehungszeit im 18. Jahrhundert. | Im Chor der Kirche Ste-Christine (Lage)                    | PM77004606    | Inscrit      | 1986  |      |